# Van-der-Woude-Syndrom
Das Van-der-Woude-Syndrom (VWS) ist eine seltene angeborene Erkrankung des Gesichtes mit einer Kombination von Grübchen oder Sinus (Fistel) der Unterlippe und einer Lippen- und/oder Gaumenspalte.
Es ist die häufigste syndromale Form der Lippen- und Gaumenspalte.
Synonyme sind: Lip-Pit-Syndrom; Lippenspalte und/oder Gaumenspalte mit Schleimzysten der Unterlippe; Unterlippenfisteln in fakultativer Kombination mit Spalten; Demarquay-Syndrom
Die Bezeichnung bezieht sich auf die Autorin der Charakterisierung des Syndromes aus dem Jahre 1954 durch Anne van der Woude.

## Verbreitung
Die Häufigkeit wird mit 1–9 zu 100.000 angegeben, die Vererbung erfolgt bei vielen Patienten autosomal-dominant.

## Ursache
Je nach den der Erkrankung zugrunde liegenden Mutationen werden unterschieden:
- Typ 1, Mutationen im IRF6-Gen am Genort 1q32.2, das für den Interferon-regulierenden Faktor 6 kodiert.[2][4]
- Typ 2, Mutationen im GRHL3-Gen an 1p36.11[5]

## Klinische Erscheinungen
Das klinische Bild ist sehr variabel.
Diagnostische Kriterien sind:
- bei 80 % symmetrische Unterlippenfisteln, meist dem Lippenrot und der Mittellinie benachbart als Ausführungsgänge atypischer  Speicheldrüsen
- bei 50 % Spaltbildungen in Gaumen, Lippen und/oder Lippen-Kiefer-Gaumenspalte
- bei 10–20 % Hypodontie

## Differentialdiagnose
Differentialdiagnostisch sind weitere Syndrome mit Unterlippen-Grübchen abzugrenzen wie
- Popliteales Pterygiumsyndrom
- Oro-fazio-digitales Syndrom Typ 1

## Therapie
Zur Behandlung erfolgt eine Operation der Spalten und je nach Klinik auch der Fistel.

## Geschichte
Der Erstbeschrieb stammt aus dem Jahre 1845 durch Jean Nicolas Demarquay.
Gleichfalls unter den Synonymen erwähnt ist Charles Robert Richet (1850–1935).